# Encarnación
Encarnación és una ciutat del Paraguai, capital del departament d'Itapúa, construïda sobre la riba del riu Paraná. És la tercera ciutat del país des del punt de vista econòmic, només superada per Asunción i Ciudad del Este. És també un important port comercial, connectat amb l'Argentina. La ciutat tenia una població urbana de 67.173 habitants segons les dades del cens del 2002 (93.497 al districte). La major part de la població correspon a mestissos d'origen espanyol i amerindis. La seva població ha crescut durant la primera meitat del segle xx, sobretot gràcies a l'arribada d'immigrants europeus, especialment ucraïnesos. La ciutat té un clima subtropical sense estació seca, amb una temperatura mitjana anual de 22 °C. La mitjana mínima mensual és de 17° al juny, mentre la màxima mensual és de 28° al desembre.